# ボーイズラブ
ボーイズラブ（和製英語：boys' love）略してBL（ビーエル）は、男性同性愛（ゲイ）を題材とした小説や漫画などのジャンルを指す用語である。

## 語源
1991年12月10日『イマージュ』（白夜書房）が創刊され、キャッチコピーに「BOY'S LOVE COMIC」と冠した。考案者は編集プロダクション「すたんだっぷ」代表・荒木立子（白城るた／霜月りつ）。漫画家の河内実加も、自身のブログで「ボーイズラブ」はあらきりつこ（荒木立子）が 命名したと言及している。
雑誌等で腐女子をテーマに記事を書くエッセイストの杉浦由美子は、「for girls love」という少女漫画のキャッチコピーを見たビブロスの編集者が「だったらうちはボーイズラブだ」と思い立ったのがボーイズラブという言葉の誕生であるとしている。
近年は「ボーイズラブ（BL）」がやおい・BLジャンルの総称として使われることが増えている。
当初は現在の意味と異なり、「耽美」または「JUNE（ジュネ）」の置換語と認識されていたようである（耽美については→耽美とボーイズラブを参照）。

## 概要
作家、編集者のほとんどは女性で、読者の大多数も女性異性愛者である。「やおい」とは区別されることもあるが、混同されることもある。少年愛、JUNE、耽美が、やおいを経由して、BLに発展したとも言われる。
現在では、二次創作同人誌やウェブ上の作品もBLと呼ぶこともあるが、BLは基本的に商業出版寄りの言葉である。2000年代初頭の10年ほどの間で、やおい・BLジャンルの総称は、やおいからBLに移行している。漫画、小説、ドラマCD、アニメ、ゲームといった異なるメディアの作品があり、西村マリは、「マンガと小説が両立して存在する点でも、珍しい」と述べている。
元々少年同士・男性同士の同性愛を扱う作品は、「耽美」または、耽美で背徳的、シリアスな少年・青年の同性愛ものを扱う女性向け雑誌『JUNE』の名前からそのまま「JUNE（ジュネ）」「ジュネ系」と呼ばれていた。『JUNE』は、国内海外・現在過去を問わず、小説やマンガ、イラストだけでなく、映画、音楽など、あらゆる文化の「耽美」な部分をクローズアップして紹介し、様々な作品を掲載して「JUNE」文化を広げ、美しい男性同士の関係が描かれた創作物「耽美」と呼ばれるジャンルを確立した。女の子向けの男性同士の恋愛ものが増えた初期には、書店では「耽美」というコーナー名が付けられていた。
かつてはコアなジャンルと認識されていた。元々「やおい」ということばは「おタク」同様に、社会にとって「病理的」な現象の一つだった。「やおい」「女おタク」と「BL」「腐女子」という新しい言葉には大きなイメージギャップがあり、男性同性愛を題材にした作品やその愛好者を「新しい存在」にすることに一役買った。近年は『おっさんずラブ』（2018年）、『きのう何食べた?』（2019年）、『30歳まで童貞だと魔法使いになれるらしい』（2020年）等の作品のヒットにより一躍メジャーとなった。原田イチボは『週刊ポスト』に寄せた寄稿文で、『きのう何食べた?』と同じよしながふみ原作だったテレビドラマ『アンティーク 〜西洋骨董洋菓子店〜』（2001年）を例に挙げ、「（当時の）ドラマ版では登場人物のゲイという設定がほとんど消えていた」ことを指摘し、（当時から比較すると）「良い時代になった」としている。
BLには男性からの影響もある。西村マリは「BLCDには（出演する）男性声優たちの作品に対する解釈が反映され、結果的にBL界へのフィードバックとなっている。」と述べている。

### 市場
BL関連の日本の市場規模は、オタク市場に限れば215億円（2012年）、その他の市場まで含めば350億円（2013年）ほどといわれる。レーベルは小説とコミックス合わせて100程度存在する。巨大な商業BLジャンルの背後には、それを上回る規模の同人・二次創作の世界が存在している。商業BLへの同人界からの影響はかなり大きい。市場が成長する一方で、2010年前後頃からはBLに対する規制の動きも出てきている（後述）。

### 日本国外
日本を代表するポピュラー文化として国際的に知られ、海外各地でファン向けコンベンションの開催、日本の作品の翻訳、その影響を受けた海外作家の作品の出版が見られる。このようにグローバル化しながら各地でローカル化も進んでいる。アメリカやヨーロッパではBLも日本より男性読者が多いといわれることもあり、主にゲイだが、異性愛男性も少なくないようである。BLとゲイコミックが一緒に出版されることもある。
英語圏では日本語を導入して、「Boys Love」、「Shōnen-ai」、「Yaoi」という用語が使われる。少年愛を直訳するとBoys Loveになってしまうこともあり、Boys Love、Shōnen-ai、Yaoiもあまり区別されていない。英語では、ボーイズラブという言葉が小児性愛を連想させると敬遠され、YAOI（やおい）と呼ばれることが多い。欧米ではライトテイストの作品が「少年愛」、性描写のある作品は「やおい」と呼ばれる。BLコミックの翻訳も少なくなく、アメリカ「amazon」のコミックス売り上げランキングで半分近くを占めたこともあったという。これらBLとは別に元々英語圏にあった、男性同士の関係性に焦点を当てた（しばしば性関係も含む）ファン・フィクション（二次創作）は、「Slash fiction（スラッシュ・フィクション）」という。女性作家による男性同性愛の物語は古くからあるが、英語圏でのスラッシュは、『スタートレック』や、BBCで70年代末に放送されていたSF『ブレイクス7』（Blake's 7）の人気が引き金になり、1970年代のSFファンダムで広く認知されるようになった。海外は、日本と比べてボーイズラブはまだニッチなジャンルであり、市場も日本ほど大きくない（海外で一番大きい市場はフランス）。東アジアでは、日本などのライトノベルは「軽小説」（中国語版）と呼ばれ、村上春樹を超える売れ行きの作品も数多くある。BLも人気で、女性が好んで読む。表紙や挿絵に漫画家の表紙やイラストが用いられることが多く、書店に大きなコーナーが設けられるほどファンが多い。台湾では日本の作品の翻訳だけでなく、現地作家の作品もあり、高い人気がある。中国や香港、シンガポールでは、商業ベースの作品は少ないが（香港とシンガポールは市場が小さいため、BLに限らず商業作品自体が少ない）、同人誌があり、各地のBLファンの交流がある。タイではBL人気が高く、BLドラマ（Yシリーズ）が多く製作され、海外に配信もされている。

## 耽美とボーイズラブ
ぶどううり・くすこは、耽美は男性同士の関係描写の隠語で、JUNEという区分ができる前からあったと述べている。1978年10月に『JUNE』の前身『comicJUN』が創刊される前、同人作家の間で男性の同性愛描写を「お耽美」と称する動きがあったらしく、おそらく森茉莉の描いた美少年と美青年の恋愛ものや高畠華宵の美少年絵、石原豪人の美青年絵が想定されていたのだろうと述べている。その後『JUNE』誌上やその周辺の創作物が「耽美」と呼ばれた。「耽美小説」は、1991年頃から刊行され出したハードカバー新書サイズ単行本のキャッチフレーズとして使われた。JUNEは固有名詞であるため、使えなかったということもあるようである。JUNEは、当初は今の意味とは異なり、読者の美意識に適うものはなんでもJUNEとされたようで、だんだん耽美の色合いが強まり今の意味になったのではないかと述べている。
作家の三浦しをんによると、重厚なストーリー展開を持った「女の子向け男同士の恋愛」小説がハードカバーで発売され始めた頃、書店で「耽美」という名称が見られるようになった。その後、このジャンルの専門雑誌が多く創刊され、小説はノベルズサイズや文庫サイズになり、専門のコミックスのレーベルができ、その頃「ボーイズラブ」という名称を見かけるようになったという。三浦は、「ボーイズラブ」は、それまで書店で「耽美」と呼ばれていた女の子向けの男性同士の恋愛ものを、出版社がよりポップで手に取りやすいイメージにしたいと考えて作り出した名称のようで、「耽美」と「ボーイズラブ」は元々同じものを指しており、書店と出版社の立場（思惑）の違いで呼び名が違ってしまっただけだろうと述べている。三浦は、「耽美」と「ボーイズラブ」は乱暴にくくれば同じものを指す名称だが、絵柄や文体にも「耽美」っぽい、「ボーイズラブ」っぽいという違いはあり、内容については、登場人物がゲイである自分をなかなか受け入れられないなど、悩みや迷いが大きくなるほど「耽美」っぽくなり、男同士の恋愛に迷いもない明るい学園物などは「ボーイズラブ」っぽいと述べている。
よしながふみは、「耽美」に対する名称として「ボーイズラブ」があり、同じカテゴリーであるが、「耽美」といえば「美青年」というイメージであると述べている。
ぶどううり・くすこは、耽美の定義ははっきり決まっていないが、個人的な印象として次の3つを挙げている。
1. 同性間の恋愛を恥ずべきもの、禁ずべきものと必要以上に苦悶する。
2. 登場人物は必ず眉目秀麗。また欠点がないと描写される。
3. リバ（セックスの＜受け＞と＜攻め＞の役割の交換）はない。＜受け＞＜攻め＞は固定で、年長者が＜攻め＞という暗黙の了解がある。

## 歴史

### 前史
1970年代に、竹宮惠子ら少女漫画家が美少年・美青年の同性愛を描いた少女漫画を発表して大きな衝撃を与える。これを背景に、1978年10月に『JUNE』の前身『COMIC JUN』が創刊、1981年に『JUNE』（後に『小説 JUNE』、サン出版）が創刊した。
ボーイズラブの系譜において、1976年から1984年まで連載された竹宮惠子の漫画『風と木の詩』が最初の著名な作品として挙げられることがある。この作品について竹宮は「表現の問題として、男女の愛を深く語ろうとするとベッドシーンでなくては語れない形もありますよね。ところが当時は、ベッドの上に男女の足を3本描いただけで警察に呼ばれ、作品は世に出せなかった。でも不思議なことに、男性同士なら問題にならなかったんです。」と述べており、また、自分の作品が「ボーイズラブ」への流れを生むきっかけになったのかもしれないが、意図はまったく違うと断言しており、「仮面のかぶり方を教えてしまいましたね。女性の描き手にとって、女性の性衝動を描くことは超えがたいハードルでしたが、男性の姿を借りれば描ける。そういう仮面。」とも述べている。
竹宮惠子、山岸凉子ら24年組に代表される少女漫画家による少年愛ものは、1980年代半ばにほとんど連載を終えた。よしながふみは、『風と木の詩』は少年同士の恋愛を描いた画期的な作品ではあるが、書店に多く見られるBL作品と直接つながらないと指摘し、源流として、女性を作品世界からきれいに排除し、情報機関（スパイ）や政治といった少女には未知の世界も取り入れた作品を描いた青池保子をあげている。
藤本由香里は、「やおい（BL）」の展開について、「女装の少年」の系譜でとらえた方がいいのではないかと述べている。シリアスな少年愛ものと並行して描かれてきた「美形ホモセクシュアルもの」の流れがあり、青池保子『イブの息子たち』、魔夜峰央『パタリロ』といったコメディ作品も含まれており、これらは明らかに「女装の少年」の系譜を引いているという。さらに藤本は、少女のジェンダー抑圧からの逃避だった少年愛ものと異なり、「女装の少年」の系譜は「少女たちが『性を遊ぶ』ことを可能にし、受動から能動へと視点を転換させる可能性を開いた」と指摘し、千田有紀は「男性の身体を眼差す主体として、女性を位置づけることを可能にした」と述べている。なお『パタリロ』は1982年にアニメ化され、地上波でゴールデンタイムに全49話放送されたが、メインキャラ（男性同士）の愛人関係が描写されるなど、原作の男性同性愛の要素も全く隠さず表現された。ぶどううり・くすこは、「強いて言えば『パタリロ！』関連のアニメ化をもって BL 及び耽美作品映像化の始まりと言う事も出来ようが、そう言う判断は2014年の時点でもほぼ為されていない模様」と述べている。

### 始まりから拡大
1980年代には、少女漫画家による少年愛ものの連載はほとんどが終了した。読者もまたこれらに不満を感じ離れていった。
1979年には、坂田靖子が主宰する漫画同人会ラヴリが機関誌『らっぽり』（波津彬子責任編集）の「やおい特集号」を発行（やおいという言葉の誕生）。その影響もあり、ストーリー性やメッセージ性のない、描きたいことだけを描いた同人誌も多く描かれるようになり、それは男同士の危ない関係を扱ったものが多かった。1980年代には、少年漫画・少年アニメを題材にしたパロディ同人誌が大量に作られるようになり、アニパロやおい、パロディやおいなどと呼ばれた。少女漫画から離れた少女の描き手は、魅力的な少年キャラクターがたくさん登場し、絵柄も少女たちに受け入れやすい少年漫画『キャプテン翼』（1982年に連載開始）に出会って熱狂し、それを題材に二次創作を作るようになる。霜月りつ（荒木立子）は、80年〜85年頃に学漫（大学の漫画同好会）主流の同人誌即売会でアニパロが大流行し、女性の描き手、読み手が急激に増えたと述べている。86年ごろからキャプテン翼ブームが起こり、聖闘士星矢、天空戦記シュラト、サムライトルーパーと美少年キャラが多数登場するアニメが放送され、女子の同人熱が一気に高まった。パロディやおいの題材としては、「少年たちが共通の目的を持って戦う」パターンの作品が好まれ、パートナーが高じて恋人同士になる、「私生活でも仕事（目標）でもお前が必要なんだ！」（中島梓）といった展開が描かれた。
料理研究家の福田里香・よしながふみは、同人誌で『JUNE』と異なる流れと作ったのは、それまでの耽美でシリアスな少年愛ものと異なる、軽くて明るく同性愛差別が全くない、ゲイばかり登場する学園物を描いたえみくりで、「同人誌で一番耽美が流行っている頃に、えみくりさんは同人誌で一億総ホモっていう世界を確立した」と述べている。福田は、多田かおる、岡崎京子、西村しのぶ、えみくりら62年生まれを「24年組のマンガをリアルタイムで読んで育った世代」「そんなにマンガ雑誌がなかった時代」なので「読もうと思えばほぼ全部制覇できた」と言い、「女子で多様な出自の作家が出始めた世代」と指摘している。そして「（一般に評価の高い）岡崎京子さんが大島弓子さんとかを読んで男女の性を赤裸々に描くというのは、わかりやすいというか…想定の範囲内（笑）」だが、えみくりは「同じものを見てきたはずの人が、想定の範囲外のことを出してきた」と評価している。福田によると、えみくりは自分たちの同人誌を「男と男の『りぼん』」（陸奥A子や田渕由美子の活躍した「乙女ちっく」時代の『りぼん』）であるとしており、福田は、手をつないだだけでドキドキするような物語を男と男でやるというところに、えみくりの「突然変異的な発想の飛躍」があるとしている。また、「男と男の『りぼん』」&「ギムナジウム（寮）」&「関西弁」という独特のシャッフルのセンス、編集能力の高さ、サブカルチャーからの影響などにも触れている。えみくりに始まる新しい流れの影響が後に商業誌に及び、商業誌で確立したのがこだか和麻であるという。
1991年12月10日『イマージュ』（白夜書房）が創刊し、キャッチコピーに「BOY'S LOVE COMIC」と冠した（「ボーイズラブ」の確認される初出）。1992年に角川スニーカー文庫（当時の角川書店は少年向け、少女向けの区別をしておらず、当初ボーイズラブ作品も刊行していた）から独立する形で角川ルビー文庫が創刊。この時点でボーイズラブという言葉は知られておらず、「耽美」「JUNE」「やおい」などと呼ばれていた。アニパロのアンソロジーを盛んに出していた青磁ビブロスが、1992年にボーイズラブ漫画の専門レーベル第1号といわれる『BE×BOY コミックス』を創刊、1993年に『マガジンBE×BOY（略称・マガビー）』を創刊した。1990年代初頭には、アニメのパロディ同人誌はあるものの、オリジナルで男同士の恋愛を取り扱った女性向け商業漫画誌は『マガジンBE×BOY』しかなく、初期から版元が倒産するまでBL業界を牽引した。よしながふみは、同誌の創刊時、女の子のためのポルノ雑誌ができたと思ったと述べている。
初期のボーイズラブは商業誌の描き手が少なく、同人作家、特にパロディやおいの作家を集めてスタートした。そのため、二次創作として書かれたものをオリジナルキャラでリライトして商業ベースで出版することもあった。現在でも商業BLで活躍すると同時に同人誌を出している作家は少なくない。
1984年から95年には、一般向け小説と共に今でいうBL小説を書いてこのジャンルを切り開いた栗本薫（中島梓）が『JUNE』で、読者の投稿小説を批評する「中島梓の小説道場」を連載し、投稿者たちの創作活動を支え、ここから江森備、石原侑子、鹿住槙、柏枝真郷、尾鮭あさみ、秋月こお、須和雪里、佐々木禎子、金丸マキといった多くの作家が育っていき、商業BL小説の発展に大きな役割を果たした。近年、栗本薫がBL執筆に向かったのは早大在学中に遭遇した川口大三郎事件で虐殺糾弾運動に参加できなかった屈折を執筆で解決しようとしたため、という説が照山もみじによって提起されているが、まだ定説にはなっていない。
1988年にカセットJUNEが創刊、第1弾は三田菱子原作「鼓ヶ淵」。やおい・BLジャンル初の音声メディアと言われる。
1990年代にはボーイズラブの小説レーベルが次々誕生した。雑誌も次々生まれては消えていった、1990年代後半には出版不況が起こり、ライトノベルやボーイズラブが有力コンテンツとして注目されるようになった。この時代は、ボーイズラブにとって高度成長期のようなものだったという。1994年には、マンガ情報誌「ぱふ」8月号で、特集 「創刊ラッシュで戦国時代突入―『 BOYS LOVE MAGAZINE 』完全攻略マニュアル」が組まれ（なお、この特集で青磁ビブロスの牧歳子編集長は、回答に「ボーイズラブ」という言葉は使わず「やおい」を使っている）、分野を指す言葉として「ボーイズラブ」が共有されたのはこれ以降といわれる。その後も『ぱふ』はボーイズラブ特集を繰り返し行い、これがボーイズラブという言葉の普及に一役買ったといわれている。コバルト文庫やホワイトハートといった少女小説レーベルもBL要素のある小説を増やしたが、乱立したBLレーベルとの競争が激しかったためか、あまりうまくいかず撤退している。
よしながふみは、自分より下の世代のBLに大きな影響力を持つ作品として、少女漫画誌『マーガレット』に掲載された尾崎南の漫画『絶愛-1989-』（1990年に第1巻刊行。同作のやおいを下敷きにしているといわれる。作者は商業誌での活躍と同時に『キャプテン翼』のやおい同人作家であり続けた）、こだか和麻の漫画『KIZUNA－絆ー』（元々は作者の商業少年漫画から派生したオリジナル同人誌（1991年）。1992年商業で第1巻刊行）、少女小説レーベルのコバルト文庫から出た桑原水菜の小説『炎の蜃気楼』（1990年第1巻刊行。当初はコバルト文庫ではBLに分類されていなかったようである）をあげている。BL的なものを読むが量は多くないという人でも、この3作はほとんど皆読んでいたという。
1992年に、吉原理恵子著・道原かつみイラストのBL小説が原作のOVA『間の楔』第1巻がマガジン・マガジンより発売される。やおい・BLジャンル初のアニメ化作品と言われる。同年、日本SF大会の自主企画として「やおいパネルディスカッション」が開かれる。
1996年からCLAMPが少女漫画雑誌『なかよし』で『カードキャプターさくら』の連載を開始。作中で主人公さくらの兄と友人（さくらの好きな人）の同性愛を匂わせる関係性が描写される（恋か友情か明言されないが、互いが一番大事でずっと側にいてほしい相手として描かれている）。ちぷたそは、本作にはBL・百合（女性同性愛もの）・ロリコン・男の娘という要素があり、幼少期にこの作品に触れた人でオタクになった人は多いのではないかと指摘している。
1999年ごろからネット上で「腐女子」という言葉が見られるようになっている。

### 2000年以降

#### 概要
2000年代には、BL作品が電子書籍で出版されるようになり、携帯電話で読めるようになったことで、店頭で購入するのが恥ずかしい人も気軽に買え、どこでも読めるようになったころで、一気に広がっていった。携帯電話の進化に伴い、BLゲームのアプリも作られるようになり、さらに間口が広がった。2007年ごろから、携帯ゲームなどではBLゲームが人気になり、2010年ごろまで一種のブームになる。攻略キャラクターからメールが届くなど、携帯電話の性能を生かした遊び方を備えたゲームも登場した。ブームに伴い「BL」の意味もさらに拡散し、男性同性愛作品全般を指す言葉として広く使われるようになった。
よしながふみは、ボーイズラブ市場が成長して頭打ちになり、限りあうパイを食い合うようになったことで、より最大公約数的な作品が求められるようになり、フォーマットができつつあると述べている（2006年時点）。悲劇でも許され好きに描くことのできた初期に比べ、制約が強くなり、保守化しているという。BLの元編集者は、2011年頃から「勝てない勝負はしない（＝利益が見込めるものだけ刊行する）」傾向の版元が増えて市場が膠着しており、BLマンガは電子媒体があるためデビューのチャンスは多いが、小説は1冊分を書き下ろすのが主流であることもあり、長い目で作家を養成する余裕がなくなってきていると述べている。保守化によって面白い作品が減り、読者が離れることが懸念されるという。また、最近ではセックスシーンが絶対必要という雰囲気も薄くなり、セックスシーンのないBLも増えている。西村マリは2014年時点の状況として、最近は王道を逆転・逸脱した進化形BLが増え、主流になってきていると述べており、進化形BL漫画の流れを作った立役者のひとりとして、かつて同人活動で人気を集め、近年は女性誌や青年誌でも大ヒットを飛ばしている漫画家のヤマシタトモコを挙げている。
金田淳子は、BL的な要素のある他ジャンルの作品として、最近では『TIGER&BUNNY』や『相棒』、『黒子のバスケ』などの作品があるが、「あの程度のイチャイチャ」は1980年代には始まっており、1990年代には少年誌『ジャンプ』はすでに自覚的であったと述べている。永久保陽子は、出版社や制作サイドは、ボーイズラブ的なものが商売になると理解し、戦略的に使うようになっており、その認識が浸透して最近（2012年）には普通のことになったと述べている。
近年では、作家の三浦しをん、アナウンサーの有働由美子、女優の二階堂ふみなど、BL愛読者であることを公言する女性も増えた。また金田は、女性は様々なジャンルにBL的な要素があることをわかっており、作品自体が最近変わったわけではないが、女性が少年漫画などにBL的な要素を見出すことに否定的だった男性たちの中にも、そういったものを評価し受け入れる人がかなり増えてきたと述べている。また、雑誌でBLが取り上げられることも増え、それほどサブカルチャーに興味がなくても、ボーイズラブをいつの間にか知っていたという人も増えているという。
小説では、木原音瀬の『箱の外』が、BLレーベルで出版された後に2007年に講談社文庫からも出版され、BLレーベル出身の井村仁美、榎田尤利、菅野彰、椹野道流らが他ジャンルでも活躍している。2008年時点で、ノベルズをジャンル別に見ると、4割弱を「仕事を持つ大人の女性が、社会的地位のある魅力的な男性を好きになり、すれ違いを経て両想いになる」というストーリーが多いハーレクイン社の大人の女性向け翻訳ラブロマンス小説が占めており、次いでボーイズラブ小説が約2割となっている。
一般向け小説では、BL好きを公言する三浦しをんや有川浩などが男のロマン的なテイスト、BLテイストの入った作品を書いている。金田淳子は、ハイカルチャーとしての小説の有名な賞などを取るようなタイプの純文学は、ジェンダーやセクシュアリティ関連のものが圧倒的に多く、設定やストーリーだけを見るとBLと区別がつかない作品もあり、文藝賞を受賞した比留間久夫の『yes・yes・yes』はBLとしても読まれていたと述べている。永久保陽子は、漫画はそれ自体がサブカルチャーだが、小説は、一般小説がメインカルチャーでBL小説がサブカルチャーという関係がはっきりあり、純文学を頂点とするヒエラルキーがまだ根強いため、カテゴリーの境を超えることが漫画よりも難しいと述べている。
永久保は、BLマンガよりBL小説の方が作品に許される幅が狭いのではないかと指摘している。BL小説が年代を経て洗練された反面、＜受け＞と＜攻め＞の設定、ハッピーエンドなどパターン化が顕著になっており、その型からかなり外れた作品を描いている木原音瀬は別格である評価している。西村マリは、BL小説は「アラブもの」のように決まった型を絞り込む傾向にあり、一方BLマンガは設定や型の逆転逸脱が起きやすいと指摘している。三浦しをんは、BL小説の読者はBLマンガの読者より比較的年齢層が高いことと文章による表現であることから、BL小説でもマンガ同様にポップ化が進行中であるとはいえ、「耽美」な雰囲気の作品や大人が主役の作品、任侠ものもBLマンガより残っていると述べている。
山藍紫姫子もBLレーベルとそれ以外のレーベルで活躍し、独自の作品世界を確立しているが、BL作家というより耽美作家と呼ばれる。

#### 流れ
2000年には、株式会社ソフパルの女性向けゲームブランド・プラチナれーべるよりBL初の商業PCゲーム（18禁）「好きなものは好きだからしょうがない!!― FIRST LIMIT―」が発売、男性向け美少女ゲームの老舗アリスソフトが女性向けBLゲームブランド「Alice Blue」を立ち上げ、「隠れ月」（全年齢向け） を発売（コンシューマー機やパソコンというプラットフォームを採用した初期のBLゲームは、販売面では苦戦した）。
WOWOWで「グラビテーション」（村上真紀原作）が連続アニメ化された。地上波放送はないが、これがボーイズラブ初の連続TVアニメといわれる。
2001年には、アメリカのカリフォルニア州で総合イベント「Yaoi-Con」が開催され、日本のBL作家たちがゲストとして招かれた。
『マガジンBE×BOY』の2002年1月号に「夢見る BOYS LOVE マガジン★」というキャッチコピーが付けられ、以降表紙キャッチコピーに「BOYS LOVE」を盛り込むようになった。
2004年にライトノベルの 「まるマシリーズ」が『今日から㋮王!』としてNHK教育テレビでアニメ化。『ぱふ』（雑草社）5月号の文中で、女性を対象にしたアニメグッズや同人誌などを扱う店舗が密集する池袋の通りに対して、初めて「乙女ロード」の名称が使われた。
2005年、PCゲーム「好きなものは好きだからしょうがない!!」が地上波でアニメ化される。おそらくボーイズラブ初の地上波アニメである。ミキマキによる4コマ漫画『少年よ耽美を描け -Boys be tambitious-』（腐女子の彼女に振られたモテ男の主人公が、彼女を見返すために友人たちとBL漫画を描こうと奮闘するギャグ）が連載開始。雑誌『Newtype』（角川書店）12月号で、乙女ロードが「通称・腐女子ストリート」として紹介される。この頃からSNSサイトも作られており、それまでひっそりBLを愛好していた人も、仲間を気軽に探して交流できるようになった。
2006年、BLの大手出版社ビブロスがグループ会社の自己破産のあおりを受け倒産、ビブロスのBL事業を引き継ぐために、アニメイトグループのアニメイト・ムービック・フロンティアワークスの3社共同出資によりリブレ出版が発足。小島アジコがチベット801名義で腐女子の彼女の生態を描く漫画ブログ『となりの801ちゃん』を開設。市川染五郎、片岡愛之助のコンビで、男同士の純愛を描いた歌舞伎『染模様恩愛御書』が復活上演された。
2007年には雑誌『ユリイカ』で、関連論客による見識を集大成し「総特集　腐女子マンガ大系」（6月）という特集が行われ、「いまBLというジャンルが熟していてアツいんじゃないか？」という認識のもと、さらに「BLスタディーズ」（12月）という特集が組まれた。韓国のBL漫画イ・ヨンヒ『絶頂』が日本で翻訳出版される。宙出版より『この BL （ボーイズラブ）がやばい！ 2008年腐女子版』が刊行される。ごとうしのぶのBL小説「タクミくんシリーズ」『そして春風にささやいて』、紺野けい子のBL漫画『愛の言霊』、国枝彩香のBL漫画『いつか雨が降るように』が実写化。
2008年には、BL誌に連載された漫画としては初めて、中村春菊の『純情ロマンチカ』が地上波でアニメ化される。一方、堺市立図書館で、匿名市民とその意向を受けた議員たちがBL本を図書館から排除するよう要求し、図書館は意向を受け「BL」と判断した約5,500冊の本を開架から除去する事件が起こる（後述）。
2009年、2006年にドイツで出版されたドイツ人漫画家ユニット・ピンクサイコ（ Heath & Nheira ）のBL漫画『In the End 〜最果ての二人〜』が日本で翻訳出版される。
2010年頃には、ヤマシタトモコや雲田はるこなどが一般誌とBL両方でヒットを飛ばし、どちらのジャンルにも偏らず活躍し続ける漫画家も増えた。
2012年には、短歌ブームの中、Twitter上で「#BL短歌」タグによるBL短歌が始まって流行し、同人誌も作られる。秋月こおのBL小説原作の『富士見二丁目交響楽団』が実写化。『コミック JUNE 』（ジュネット刊）2013年2月号（2012年12月刊行）で休刊し、定期的に刊行されるJUNE ブランド雑誌がなくなる。この頃になると、BLと一般誌両方で活躍する作家や、BLレーベルで出た後に一般向けのレーベル・文庫から再版される作品も増え、BL的な要素がアニメや舞台といった様々なジャンルで展開されるようになり、浸透と拡散が起こっている。
2013年、BL作家のぢゅん子が少女漫画誌『別冊フレンド』（講談社）で、腐女子が主人公で、コンセプトは「もっとも主人公になりたくない人物が主人公になってしまった乙女ゲーム」という恋愛コメディ漫画『私がモテてどうすんだ』の連載を始める。
2014年には、ヨネダコウのBLマンガが原作の実写映画『どうしても触れたくない』（2014年5月31日公開）が、BL実写映画で初めてオリコンのDVD映画週間ランキング（2014年9月15日 - 2014年9月21日）で1位になる。美術雑誌『美術手帖』で「ボーイズラブ"関係性"の表現をほどく」という特集が行われ、売り上げを伸ばした。
2015年には、ミュージカル・テニスの王子様の累計動員数が200万人を突破。平凡社より、19世紀末〜20世紀半ばの独仏英などの女性作家による男同士の物語を集めた笠間千浪編『古典BL小説集』 (平凡社ライブラリー)が出版される。アメリカのコメディアニメ「サウスパーク」で、BL（やおい）を扱った「トゥイーク×クレイグ（Tweek x Craig）」というエピソードが放送された。学校でアジアで流行っている文化としてBL（やおい）が紹介され、その例として生徒トゥイークとクレイグのBLイラストが出され、周囲は二人は本当に付き合っているゲイのカップルだと思い込み、東アジア系の腐女子の生徒たちは大喜びでイラストを量産、当人たちは大迷惑、町中でふたりの恋を応援するのが流行り……という話。作中には事前に募集された実際の腐女子によるファンアートが使用された。成人男性向けのイラストを扱うSNS「ニジエ」を運営する株式会社ニジエが、18禁BLイラストSNS「ホルネ」をリリースし、サービス開始から6日でユーザー数が3万人を超えた。桜日梯子原作のBLCD「抱かれたい男1位に脅されています。」（販売元：リブレ出版、レーベル：Cue Egg Label）がBLCD初のオリコン週間TOP10入りし1位になる。
2016年には、中村明日美子のBL漫画が原作の劇場アニメーション『同級生』が全国30館で上映をスタート、上映開始から43日で動員数13.5万人、興行収入2億円を突破した。井原西鶴の男同士の恋愛をテーマにした短編小説集『男色大鑑』（1687年出版）がアンソロジー形式で漫画化される。
2017年4月にカンテレ・フジテレビ系全国ネットで栗山千明主演のドラマ『でも、結婚したいっ！〜BL漫画家のこじらせ婚活記〜』が放送された。

## 評価

### 言説
2014年の『美術手帖』の特集では、「BLのどこに魅力を感じるかは十人十色だが、 特筆すべきは"関係性"の表現にあると言えるだろう。」「描き手／読み手の心を時に癒し、時に興奮させ、 ジェンダーやセクシュアリティーに対する固定観念を揺さぶり、 愛することや欲望の発露について思考をめぐらせるきっかけとなる。」と紹介されている。
千田有紀は、BL好きも一枚岩ではなく、戦う少年たちの熱い友情に憧れ萌える、アニパロの系譜のやおいを好むタイプもいれば、少年愛ものは好きだが戦う少年たちにもその熱い友情にも興味はないという人、「ヘタリア」などの国の擬人化にみられるように、ジェンダーを娯楽化して屈託なく楽しむ人など、BLをどのように読むのか、そのような側面を好むのかには、いくつかのグループ、少なくとも2つ以上のグループがあるようだと指摘している。よしながふみは、BLは「もてない女の慰め」と揶揄されることもあるが、実際そういった面もあり（無論それが全てではない）、「今の男女のあり方に無意識的でも居心地の悪さを感じている人が読むもの」だが、読者が受けてきた抑圧や居心地の悪さはそれぞれ違っているので、一括りにしにくいと述べている。フェミニズムと結びつけて論じられることも少なくないが、それを嫌がる人も多いという。また、「<受け>や<攻め>といった男女の役割のメタファーを維持しながら、男性二人がその役割を演じることにより、その役割を換骨奪胎できるのがBLの魅力である」としている。また、生涯未婚率が上がりつつある現在、女性に「子どもが産めなくても、どんな過去があっても、あなたはあなたでいいのだ」という承認、「居場所」がもたらされるジャンルは、BL以外にはないようであるそうだ。
詩文奈は、基本的にBLには異性であるキャラクターを360度見る自由があり、まるで監督になったように視点を切り替え、心の中でキャラクターを好きに扱うという、日常にはない権力や自由が手に入るため、女性にとっては精神レベルでの解放のツールになっていると指摘している。また、日本にはいまだに男女差別ともいえるような社会的な男女の違いと距離（詩は日本の男女の現状は様々な面で1960 - 70年代のイタリアに近いと述べている）があり、ヨーロッパに比べレディーファーストの文化がないことで日本の女性はより過酷な状況にあり、どんな<攻め>でも「愛がないとだめ」というBLの理によって、「紳士文化」への憧れの気持ち（これには日本の「父」の不在の影響もある）が満たされるという側面もあるという。
よしながふみは、BLはJUNEのような背徳的なものへの憧れではなく、男性同士の対等な葛藤を描こうというもので、同性愛者としての葛藤を描きたいというものではないと述べている。また、読者が挙げるBLの魅力として、様々な職業が取り上げられることの少ない最近の少女漫画に対して、BLは多種多様な仕事が取り上げられ未知の世界を知ることができるので、それが特有のおもしろさになっているとも述べている。
佐川俊彦は、＜受け＞と＜攻め＞という発想はJUNE以降に作り出されたもので、＜受け＞と＜攻め＞という大発明ができたことで耽美がBLになったのではないか、少年愛ものの少年漫画を描いていた24年組と呼ばれる少女漫画家たちは、意識的にキャラをそういう風に分けていなかったと述べている。
西村マリは、BLは女性の恋愛願望だけではなく、職業上の成功願望も満たすものであると述べている。恋愛成就だけでなく、社会的・経済的に＜攻め＞より不利な立場として描かれることの多い＜受け＞の職業上のレベルアップがお約束となっており、これが結婚エンディングのハーレクインとの違いであるとしている。そして「BLはその流行の時期から見て、女性の社会進出と密接な関係があるエンターテインメントである。バブル期に一気に進み、そして就職氷河期に凍りついた女性の社会進出。労働環境はその後もじりじりと厳しさを増し続けている。そんなもどかしい時期を、BLはカップルのあり方をシミュレーションしながら伴走してきたのだ。」と述べ、2人とも職業を持つ夫婦の関係は、会社人と専業主婦の組み合わせより、男同士のカップルに近いのではないかと指摘している。

### ゲイとボーイズラブ
羅川真里茂の『ニューヨーク・ニューヨーク』のように、少女漫画家による美しい絵で描かれた男性の同性愛をテーマにする作品でも、リアルなゲイの葛藤や苦悩、現実的な生活を描いたものの場合、その作品をボーイズラブややおいと呼ぶことには否定的な意見がある。
ゲイの人々もボーイズラブに対する意見は様々で、「好んで読む」人もいれば、「読んだけどおもしろくなかった」という人、「（そもそも）興味がない」人もいる。
1980年代初頭、ゲイ向け雑誌『薔薇族』で、「同性愛は、異性愛のように打算的ではない崇高な純愛だ」と考える女性が、「薔薇族のモデルはブ男ばかりで、気色が悪い」といった内容の投書を寄せ、ゲイの読者たちを激怒させるという事件があった。
やおい・BLの表現については、1990年代からゲイ側からの批判もある。1992年から4年間にわたって「生き方とセクシュアリティを考える女性のためのミニコミ誌」という触れ込みの「CHOISIR」(ショワジール)というミニコミ誌で、ゲイサイドとやおいサイドの論争が行われた。掘あきこは、ゲイ側の批判点は、やおいが「男性同性愛者を、異性愛社会に隷属させるためのステレオタイプに押し込めるゲイ差別表現」である、という主張に要約できると述べている。やおい側は「やおいは現実のゲイを描いたものではない＝ファンタジーである」という反論がなされ、これに対して女性に向けられるジェンダーの問題からの逃げだ、ゲイの性愛を覗き見しているだけだと批判が行われるなど、ゲイ側・やおい側それぞれの主張が展開され、政治的で幅広い議論がされた。個々のゲイと腐女子の関係については、良好な関係の腐女子の友人・知人がいるゲイの人もいれば、初対面の腐女子にぶしつけな質問をされて不快な思いをしたという人もおり、人によってさまざまである。

### 少女漫画との相違
ボーイズラブ漫画は、作風や絵柄が少年漫画風、青年漫画風、劇画調などに仕上げる作家もいるものの、恋愛模様を主眼においている点と絵柄の美麗な作品が多いことなどから少女漫画と混同されることもある。しかし、少女漫画におけるカップルの多くは異性同士であり、男性同性愛を扱うボーイズラブとはジャンルとしてはおおよそ別れている。
よしながふみ・三浦しをんは、今の少女漫画は主人公の女の子を魅力的でなおかつ読者が嫉妬しないようなキャラとして作らなければならず、そういった困難をクリアするためにボーイズラブが生み出された面もあると指摘している。少女漫画でストライクゾーンが狭い人も、BLなら広く受け入れられるという。また、<攻め>の年齢も職業も、少女漫画よりかなり多様であると述べている。
千田有紀は、最近の少女漫画が恋愛以外の活動で成長する主人公を描くことが多くなっているのに対して、BLは（男性が主人公であるため仕事との両立は言うまでもない前提であるのだが）、BLの恋愛至上主義は際立っていると述べている。また千田は、BLには、ずっと運命の人と愛し合う「究極の一対」のカップルの理想が脈々と生きており、これはすでに少女漫画では失われた愛の幻想で、なつかしいものであると述べている。（少女の頃24年組をはじめとする少女漫画の少年愛ものを読んでいた世代が、大人になってから既婚・未婚を問わずBLの世界に戻ってきているが、BLは彼女たちに昔の読書体験を思い出させたという。）また千田は、少女が母や妻になることで「居場所」を探したのが少女漫画であったなら、BLは母や妻にならなくても「居場所」を与えられるジャンルであり、男女の恋愛では描けない地平をどこかしら拓いたと述べている。

### 成人向け青年漫画との相違
三浦しをん は、セックスの表現はボーイズラブにおいて重要視されているが、成人向け青年漫画とは（30冊ほど確認してみた限りでは）傾向が異なると述べている。BLでの魅力的なセックスシーンとは、ストーリーに組み込まれたもので、背景には恋物語が必要である。これは女性がムードに弱い夢見がちな生き物だからということではなく、「心の交流や葛藤と共にあるセックス」でなければ、幸せも満足も喜びも生まれるはずがないと経験則で知っているからだと指摘している。そのためBLでは、成人向け青年漫画のように、ストーリー性が限りなく薄められた作品が主流になることはないだろう、と述べている。（三浦は、これはストーリー性があるものが善で、そうでないものが悪いということではなく、女性と男性では作品から快感を感じ取るポイントが違うらしい、という話だと述べている。）読者を女性・男性で区切るのも無意味なことで、ボーイズラブの読者は「心の交流（それが愛情であれ憎しみであれ）に基づくHシーン」という方法論を支持する人間であるという見解を示している。

## 排斥

### 堺市立図書館「BL」本排除事件
2008年に大阪府の堺市立図書館で、ボーイズラブ小説が収蔵・貸出されていることを非難する「市民の声」によって廃棄が要求され、ボーイズラブとされた5,500冊の本が開架から除去される事件が起きた。この「市民の声」というのは、実際は「匿名市民ひとり（同一人物）から」と、その意向を受けた市議たちで、このことは図書館側も認めている。市議の水ノ上成彰は『世界日報』の記事で、図書館にボーイズラブがあることを激しく批判し「実質的にポルノ本」であり、図書館にあるのはおかしいと主張している。市民活動家の寺町みどりは、「堺市に届いたメールから分かったことは、特定図書を排除したい人たちは、『同性愛』自体を嫌悪している。同性愛への差別と偏見から『BLをこどもに見せるな』といい、『BL本を処分せよ』と迫った。」と指摘している。
このボーイズラブ本除去運動は、議員の介入、純潔教育やジェンダーフリーバッシング、漫画・アニメ・ゲームの性表現や暴力表現に法的規制をかけるためのロビー活動を行っている韓国発祥のカルト・統一教会の関連会社「世界日報社」のバックアップを受けていたことが指摘されている。（なお、統一教会は「同性愛は創造の原理に反する不自然な関係」であるとして否定しており、「同性愛は倫理道徳の問題であり、人権問題ではない」と主張している。）図書館が示す排除の理由は二転三転し、ボーイズラブとされる基準も不明瞭であったが、ボーイズラブ本として約5,500冊がリストアップされ、堺市側は、これらの本は「全て閉架に保存」「今後は収集しない」「青少年には貸出しない」と決定した。この意思決定に至る議論や経過は記録に残っていない。図書館の定まらない対応に、市民は不信感を募らせた。
この事件以前に福井でも、バックラッシュの流れの中で、ジェンダーや男女共同参画に関連するとされた本「ジェンダー図書」が、「市民の声」によって図書館から排除される事件が起きており、原因究明のために東京大学名誉教授上野千鶴子・寺町みどりらによって「ジェンダー図書排除」究明原告団が結成されていた。寺町は福井の事件以降、同様の事件を防ごうとバックラッシュ派のインターネット掲示板「フェミナチを監視する掲示板」に注視しており、そこで匿名男性が図書館にBL本が大量にあるという苦情の電話をかけていることを知ったと述べている。同原告団は堺市の決定を同様の問題ととらえ、連絡を受けた早稲田大学の熱田敬子は除去リストを分析した。熱田敬子は、除去リストには宮乃崎桜子『斎姫異聞』（第5回ホワイトハート大賞を受賞した少女小説）なども含まれており、深く検証する前におかしいことがわかるようなものだったと述べている。堺市は排除理由を「過激な性描写」のあるものとしたと回答しているが、性描写のない本、ほとんどない本も含まれており、「挿絵」も理由として挙げられたが、挿絵に裸や性表現のない本やそもそも挿絵のない本も含まれていた。男性同性愛の要素のない少女小説やセクシュアル・マイノリティの日常を描いた作品が含まれていたり、同じ作家のBLとされる作品でも出版社によって指定されたりされなかったりであったり、同一シリーズの一部だけが指定されていたり、ライトノベルは指定されるが文学は指定されていない、少女向け・女性向けと思われる本は指定しているが、男性向けでセックスをするのが男女であれば性描写の程度に関わらず指定されていない、男性同性愛がテーマでも「ゲイ文学」と認知されているものは含まれていない、性描写の程度では振り分けされていない、ストーリー性や文学性があっても同性愛表現があるだけで指定されているなど、図書館員が共有する基準を持たず各々の判断で選んだかのように一貫性がなく、暗黙の差別があらわになる除去リストであったという。（具体的な内容は、熱田が整理したリストを参照のこと）
堺市の決定に対し、報道やネットで賛成反対様々な意見があがり、BLが図書館にあることを批判する声や、BLの読者を嫌悪するような意見もあった。「図書館の自由」や「表現の自由」を守るため、上野らや市民団体、全国の議員などが反対の声をあげ、堺市長と堺市教育長に対し、市民97人、議員46人、7団体による申し入れがされた。堺市に対して、上野を代表に市民などから監査請求も行われた。監査請求の後、堺市立図書館は「青少年への提供は行なわない」との方針・合意を撤回し、「請求があれば18歳未満にも貸し出す方針を決めた。同日から運用を始めた。」と新聞で報道された。堺市は「拙速で、判断を誤った」としている。「BL図書は収集・保存しない」という措置は、2008年時点では見直されていない。
堺市立図書館は、BL本排除を決定するよう外圧があったことを否定している。これに対し寺町は「インターネットにおける各種情報や新聞等の報道からも、また、事案の経過からも事実に反する。」と述べている。
寺町みどりは、同性愛への嫌悪に基づく要求に従った堺市立図書館にも、「『ボーイズラブは青少年に見せてはいけない』という予断と、セクシュアルマイノリティへの偏見があったのだろう。だからこそ、堺市立図書館で起きたことは、『ジェンダー図書排除』事件にほかならない。」「巷にあふれる『BL本』の悪いイメージをことさらに振りまいて、自己規制を迫るのは、差別する側の常套手段だ。（中略）わたしは、図書を選別し、区別し、隠すことこそが『焚書』であり、『差別』につながると言いたい。」「『どのような理由であろうと蔵書を排除しない』を基本原則としない限り、第二第三の『図書排除』事件は、起きるだろう」と述べている。
熱田敬子は、そもそも図書館から本を大量に除去することが大問題であるが、このような乱暴な指定で図書を除去することの原理的な問題として、大きく分けて「『BL』という恣意的な括りで、本が排除されるということ」（BLであるかどうかの明瞭な定義はないので、図書館は除去する本を恣意的に選べる）、「『BL』を一括りに排除することがそもそも恣意的である、ということ」（図書館はゾーニングをするべきか）の2点があると述べている。
他に論点として、次のものが挙げられている。
- BLとは何か。
- BLはわいせつか。18禁か。ポルノか。
- BLが有害であるとするなら、「誰にとって」「何故」有害なのか。
- わいせつ図書は図書館にあっていいのか。
- 図書館の自由という観点において、堺市図書館の対応はいかがなものか。

また論争における問題点として、次のことが指摘されている。
- 図書館の自由に基づきありとあらゆる知を提供するという図書館の立ち位置が知られていない。
- BLへの不快感／自重意識から、思考停止または論点のすり替えが行われた。

この事件は、表現の自由の侵害であると同時に明確な差別事件でもあったが、その点は理解されにくく、当時は報道でも識者の間でもあまり注目されなかった。背景には、女性が性的表現を享受することに対する女性自身の後ろめたさや世間の冷淡さ（保守的なフェミニストも含む）、男性オタクからの腐女子へのバッシングだけでなく、ホモ・フォビアやセクシャル・マイノリティ差別があることも指摘されている。
BLに対する表現規制の動きはその後も継続しており、たとえば2020年代現在、東京都青少年の健全な育成に関する条例によって指定される不健全図書の大半はBL作品となっている。指定された作品は都内で青少年向けに販売できなくなるほか、Amazon.co.jpにおける販売が停止される（不健全指定された書籍のタイトルなどは東京都のウェブサイト上の8条指定図書類一覧で確認できる）。漫画家の森川ジョージによれば、東京都の不健全図書指定により100人以上のBL漫画作家が収入を断たれたとされる。参議院議員の山田太郎は、こうした青少年健全育成を理由としたBLの規制に危惧を表明している。

### タイ王国
かつては厳しかった表現規制が緩やかになり、政府側もコンテンツ戦略に取り入れている。

### イスラム圏
イスラム教を信仰している国や地域によっては、同性愛を厳しく否定していることもあり、ボーイズラブ関連書籍は公に取り扱うことができない。

### 中華人民共和国
2021年、中華人民共和国ではボーイズラブを「不良文化」と認定、断固排除する方針を打ち出した。

### ロシア連邦
2022年12月、ロシア連邦では性的少数者を含む、「非伝統的な性的関係」の情報発信を全面禁止する法律を制定したことに絡み、インターネットや映画、一部の文学作品を違法対象とするため、ボーイズラブ作品も禁止している。